# Arundo donax
Pour les articles homonymes, voir Canne et Quenouille (homonymie).
« Cannisse » redirige ici. Pour l’article homophone, voir Kanis.
Canne de Provence
Espèce
Statut de conservation UICN

 LC  : Préoccupation mineure
Arundo donax est une espèce de plantes herbacées de la famille des Poaceae, sous-famille des Arundinoideae, connue en France sous le nom de canne de Provence. Son cultivar panaché la rend plus attractive et on l'utilise beaucoup pour cette raison dans les parcs et jardins.
Cette espèce figure dans la liste des cent espèces envahissantes parmi les plus nuisibles du monde de l'Union internationale pour la conservation de la nature (UICN).

## Description
C'est une graminée à rhizome caractéristique des lieux humides des régions méditerranéennes. Elle a de grandes feuilles effilées, retombantes, glauques, et des panicules terminales d'épillets de couleur vert pâle à violacé.
Elle ressemble à un roseau ou à un bambou, notamment avant l'apparition des épillets. Sa hauteur varie de 1 m à 8 m selon les variétés et les conditions de culture. Avec l'hiver elle prend un aspect desséché.
Les feuilles des cannes permettent de les distinguer des bambous, ces derniers ayant des feuilles découpées.
L'inflorescence apparaît de septembre à décembre. C’est une panicule d’épillets pollinisée par le vent (anémophilie). Le fruit est un caryopse.

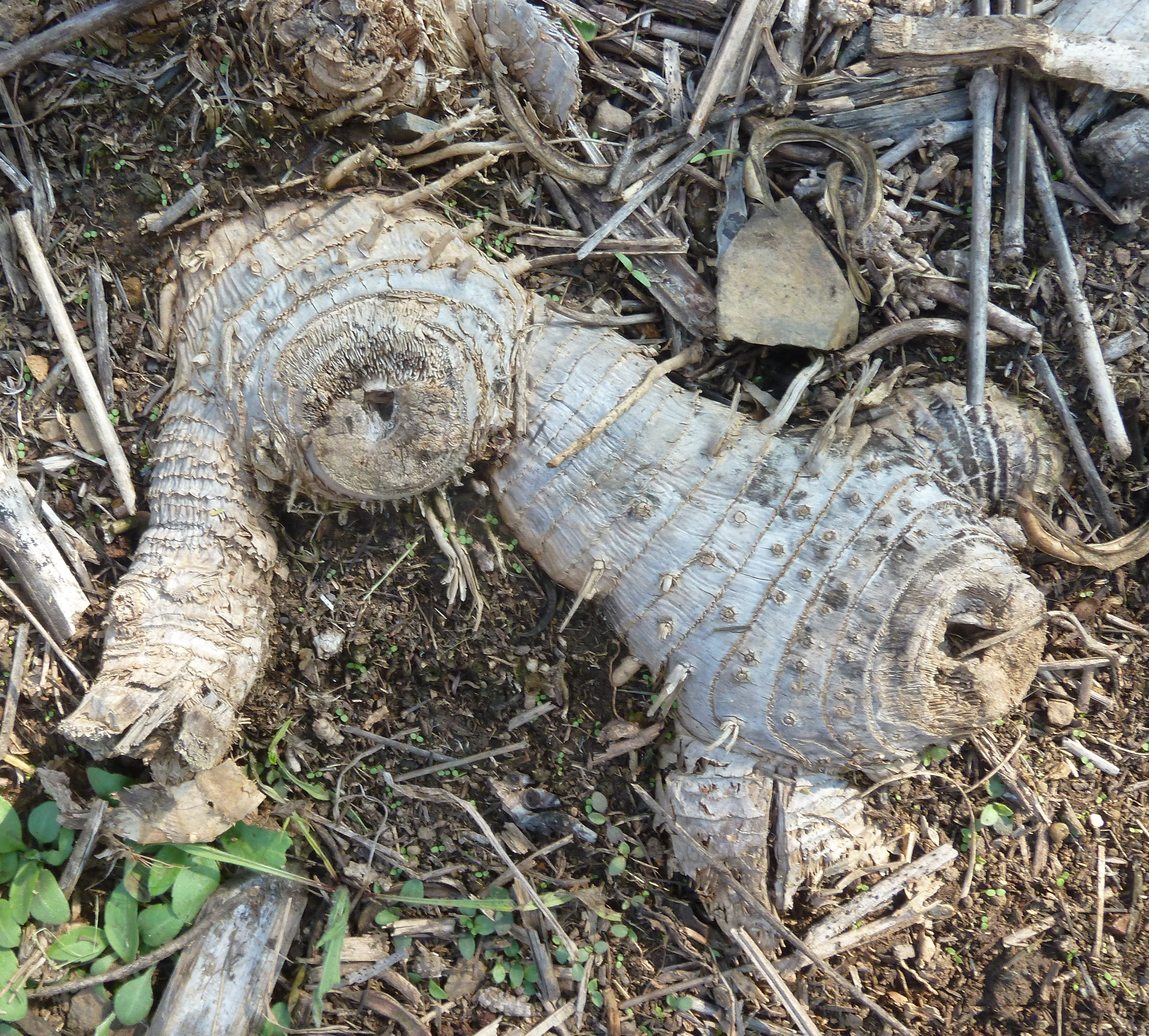
Rhizome
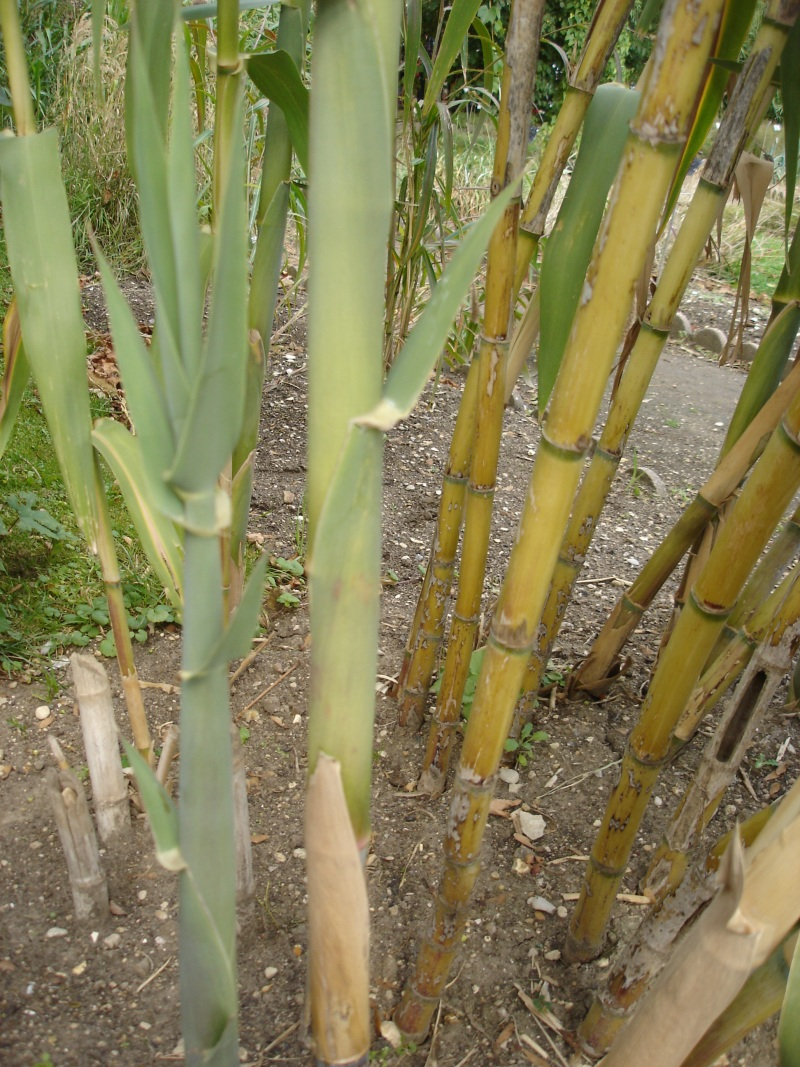
Pieds
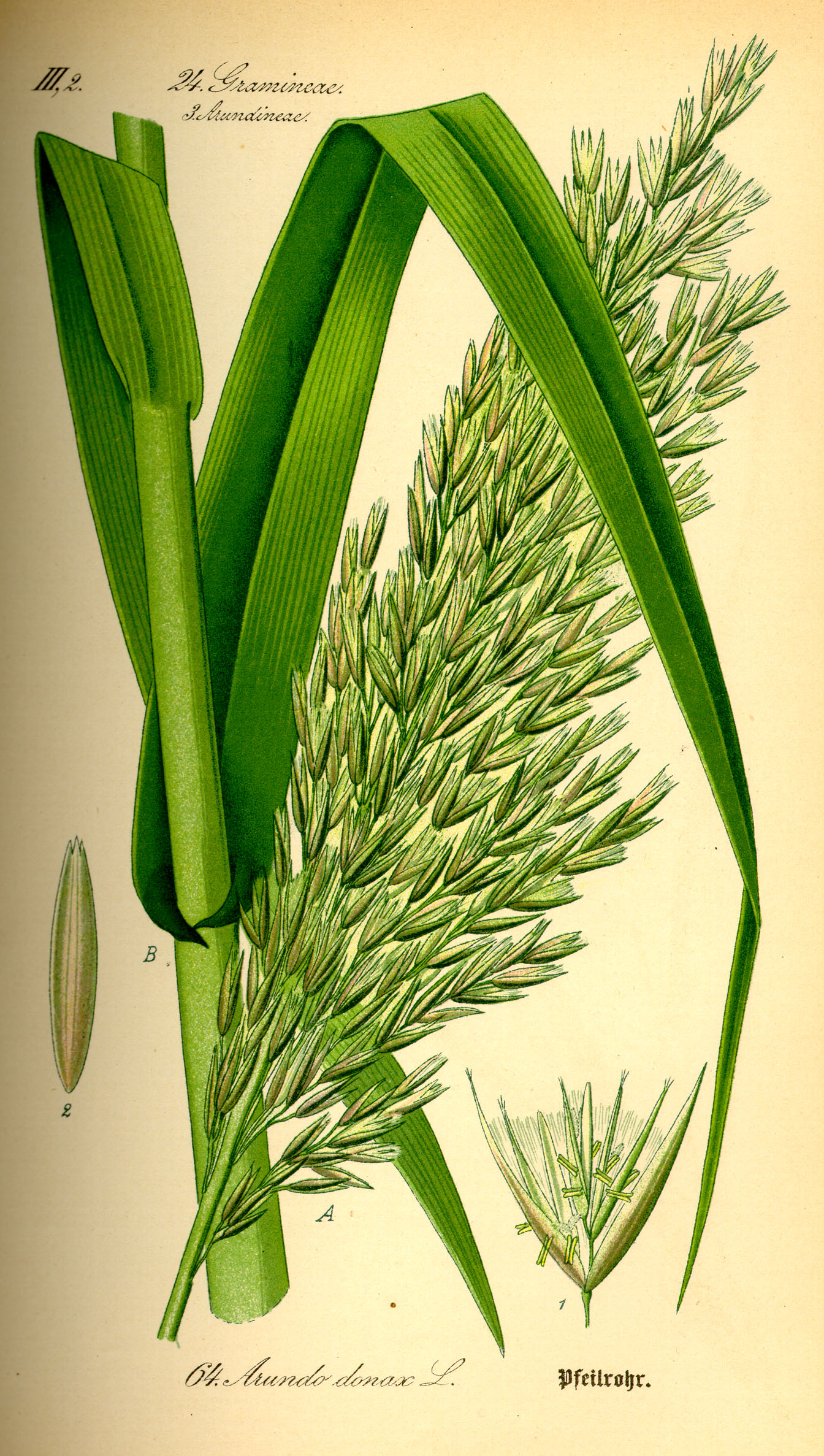
Arundo donax. Source : Pr Otto Wilhelm Thomé, Flore d'Allemagne, Autriche et Suisse, 1885.
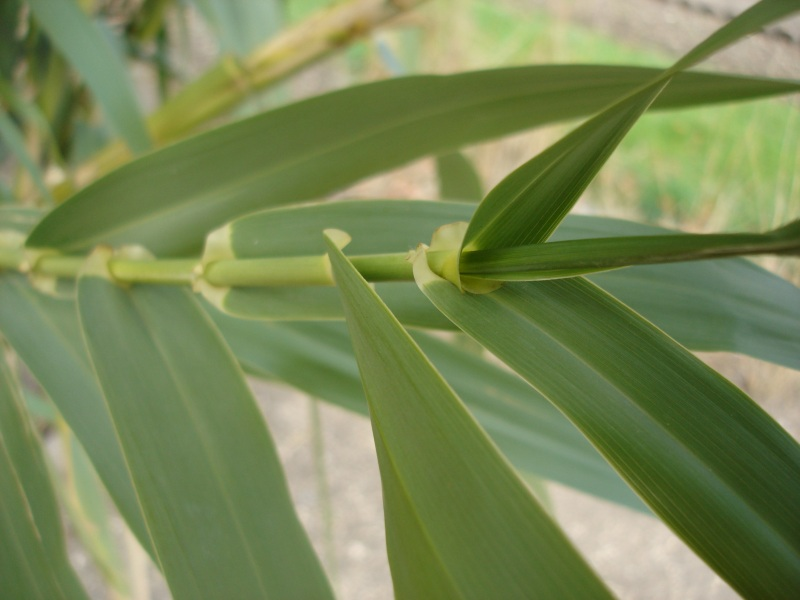
Détail de la tige.
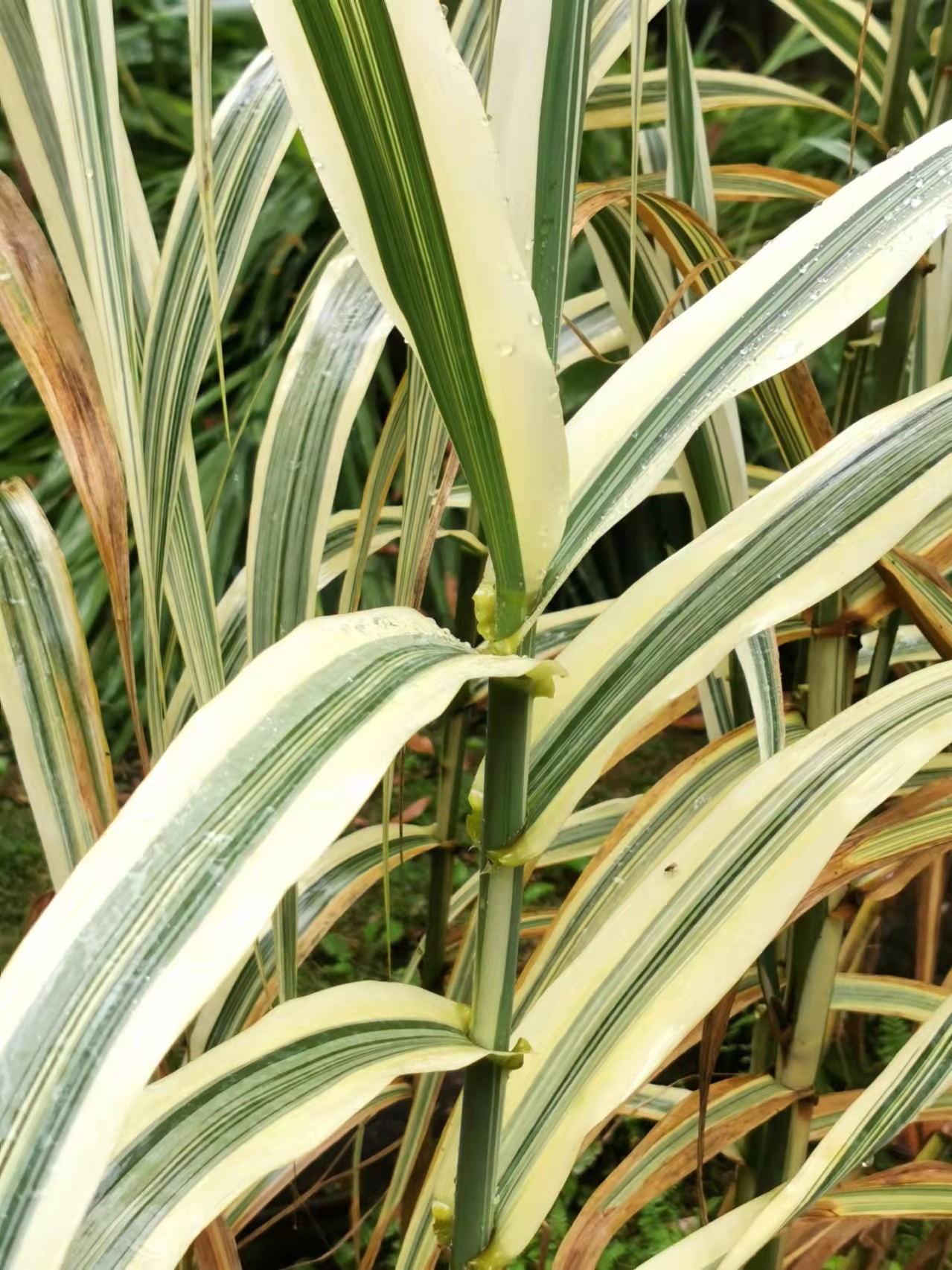
Arundo donax var versicolor

## Appellations

### Étymologie du nom binominal
En latin, arundo signifie « roseau » et donax désigne aussi une sorte de roseau.

### Noms vernaculaires
Cette espèce est nommée canne de Provence, cannevelle, grand roseau, quenouille, roseau à quenouilles, roseau canne, roseau de Fréjus, roseau des jardins ou encore jonc ordinaire.

## Culture
Même si elle supporte très bien la sécheresse une fois installée, la canne de Provence se cultive idéalement sur terrains humides et bien drainés.
Elle se multiplie par prélèvement de rhizomes au printemps ou par bouturage dans l'eau de tronçons de chaumes de 1 an (1 à 2 cm de diamètre, 3 nœuds) en utilisant la partie ou pousse des rameaux latéraux. On peut également utiliser des chaumes de l'année mais le bouturage fonctionnera moins bien.
Arundo donax est assez rustique une fois installée (jusqu'à −10 °C pour les chaumes et −15 °C pour les rhizomes) et est peu sensible aux parasites ou maladies.
Comme toutes les espèces panachées, le cultivar Versicolor (le plus utilisée en jardinage) est beaucoup moins vigoureuse que l'espèce type (la partie blanche du feuillage ne participe pas à la photosynthèse).

## Habitat et répartition
L'aire de répartition originelle d’Arundo donax s'étend dans les régions tempérées et tropicales de l'Ancien Monde.
Bien que l'espèce soit souvent considérée comme indigène dans le bassin méditerranéen ou d'autres régions plus chaudes de l'Ancien Monde, il pourrait s'agir d'une introduction ancienne en Europe depuis l'Asie tropicale. Son aire originelle pourrait donc être purement asiatique.
Cette espèce est de nos jours largement répandue dans toutes les régions chaudes du monde. Elle s'est naturalisée dans de nombreuses régions et est parfois devenue envahissante, en particulier en Afrique australe, dans les régions subtropicales des États-Unis, au Mexique, dans les Antilles, en Amérique du Sud et dans les îles du Pacifique.
- Habitat type : roselières méditerranéennes
- Aire de répartition : cosmopolite (thermo)[9].

### Caractère envahissant
Arundo donax figure dans la liste des cent espèces envahissantes parmi les plus nuisibles du monde de l'Union internationale pour la conservation de la nature (UICN).
En France, l'espèce n'est pas réglementée dans l'hexagone, mais a fait l'objet d'un arrêté ministériel concernant La Réunion en 2019 en raison de l'inquiétude concernant un scénario similaire à la Nouvelle-Calédonie. Elle est présente dans la liste des plantes soumises à recommandations du Code de conduite professionnel relatif aux plantes exotiques envahissantes. Ce code se base sur le volontariat et a été rédigé par un groupe inter-professionnel. La canne de Provence étant très présente dans le sud de la France, est présente dans le document de stratégie régionale de Provence-Alpes-Côte d'Azur. L'espèce y est décrite comme ne faisant pas partie des espèces exotiques envahissantes dans la région, même si sa compétition avec la végétation indigène y est mentionnée.
En Espagne, des opérations d'arrachage ou le désherbage ciblent cette espèce dans certains programmes de renaturation de berges de cours d'eau.
Aux îles Canaries, l'espèce est classée comme plante envahissante et, à ce titre, interdite de détention, commerce et propagation par le décret royal 1628/2011.
En Nouvelle-Calédonie, où elle a été introduite en 1883 pour stabiliser les talus des routes, elle fait partie des trois espèces les plus envahissantes, avec Lantana camara et Pinus caribaea. Le Code de l'environnement de la Province Sud interdit l’introduction dans la nature de cette espèce ainsi que sa production, son transport, son utilisation, son colportage, sa cession, sa mise en vente, sa vente ou son achat.

## Utilisations

### Biomasse
Sur le plan industriel, la canne de Provence est l'une des cultures les plus prometteuses pour la production de biomasse sous climat méditerranéen où elle est déjà adaptée à l'environnement, donne des rendements importants et durables, et résiste à des périodes de sécheresse. Plusieurs études sur le terrain ont mis en évidence ses faibles besoins en travail du sol, engrais et pesticides. Elle a l'avantage de ne pas rivaliser avec les cultures alimentaires car ses faibles besoins lui permettent de pousser là ou aucune culture alimentaire ne serait envisageable. En outre, Arundo donax offre une protection contre l'érosion des sols, l'un des processus les plus importants de dégradation des terres dans le bassin méditerranéen. A. donax a un potentiel impressionnant pour plusieurs processus de conversion en matières premières bioénergétiques. Son record historique de production a été établi en Italie par SNIA Viscosa sur 6 300 ha à Torviscosa, pour atteindre la production annuelle moyenne de 35 t/ha de matière sèche. Aujourd'hui, plusieurs études de dépistage sur les cultures énergétiques ont été menées par plusieurs universités aux États-Unis ainsi que dans l'UE pour évaluer et identifier les meilleures pratiques de gestion pour maximiser les rendements de biomasse et évaluer les impacts environnementaux.

### Jardinage
Souvent utilisée en haies brise-vent dans le Midi de la France, elle se plaît en situation abritée et bien ensoleillée, avec un sol humide et plutôt sablonneux, mais bien drainé l'hiver. Elle supporte la salinité des sols.
Traditionnellement, elle fournit le matériau de base pour réaliser les cannisses et est encore utilisée pour fabriquer des paniers (surtout en Espagne). Si les tiges sont mal stockées, les « cannissiers » sont sujets à une dermatose spectaculaire et spécifique au contact des moisissures qui s'y développent.
Dans les potagers méditerranéens, grâce à sa hauteur, sa facilité de procuration et sa rigidité, de nombreux jardiniers l’utilisent pour tuteurer les pieds d’espèces végétales grimpantes, tel que les tomates ou les haricots verts par exemple.

### Arts
Arundo donax est utilisé pour la fabrication de nombreux aérophones, tels que les flûtes neys égyptiennes, turques et arabes,  divers aérophones à anche idioglottes méditerranéens : les reclam de xeremies d'Ibiza, l'arghul égyptien, le mijwiz (en) arabe,...
On fabrique également des anches à partir d’Arundo donax, pour la clarinette, le saxophone, le hautbois, le basson et les instruments à anche. On peut aussi noter l'utilisation de ces roseaux dans la confection de calames, instruments d'écriture et de calligraphie (notamment orientale).

### Construction
Du fait de ses faibles qualités en termes de résistance à la fatigue et une élasticité faible, le matériau servait autrefois de support d'enduits de plâtre dans les habitations anciennes, pour la création de cloisons et faux plafonds, avec de faibles besoins en contrainte mécanique. Ce matériau présente toutefois de bonnes qualités en termes de régulation et transfert de l'humidité, et des qualités isolantes plutôt correctes.

## Variétés
- Arundo donax
- Arundo donax var. variegata
- Arundo donax var. versicolor